# Heteropterys multiflora
Heteropterys multiflora är en tvåhjärtbladig växtart som först beskrevs av Dc., och fick sitt nu gällande namn av Bénédict Pierre Georges Hochreutiner. Heteropterys multiflora ingår i släktet Heteropterys och familjen Malpighiaceae. Inga underarter finns listade i Catalogue of Life.